# Acacia acutata
Acacia acutata é uma espécie de leguminosa do gênero Acacia, pertencente à família Fabaceae.